# Dudești (Brăila)
Pour les articles homonymes, voir Dudești.
Dudești est une commune roumaine située dans le județ de Brăila.